# Курочкин, Олег Евгеньевич
Олег Евгеньевич Курочкин (эст. Oleg Kurotškin; 11 мая 1971 года, Нарва) — эстонский (негражданин) футболист.

## Биография
В начале 1990-х годов выступал за любительские команды Великого Новгорода. В 1993 году вернулся в Эстонию, где пополнил ряды клуба «Нарва-Транс». В нем защитник провел большую часть своей карьеры. 24 мая 2001 года точный дальний удар Курочкина почти с центра поля в дополнительное время принес клубу победу в финале Кубка Эстонии над «Флорой» со счетом 1:0. До сих пор его автор не признается был ли тот «золотой» удар целенаправленным или сильный порыв ветра изменил полет мяча.
В конце игровой карьеры выступал в футзале. В 2014—2015 годах временно возобновлял карьеру в большом футболе, выступая в пятом дивизионе за «Нарва Юнайтед».
После завершения профессиональной карьеры Олег Курочкин вошел в тренерский штаб эстонского коллектива. Уже в качестве одного из наставников, в 2019 году он помог нарвитянам завоевать второй кубковой трофей в истории.
После завершения карьеры вошел в тренерский штаб клуба. В августе 2019 года после ухода из команды Андрея Сёмина, временно возглавил ее. В июне 2020 года он во второй раз стал исполняющим обязанности главного тренера команды после ухода турецкого специалиста Дженка Озджана. В первом матче у руля нарвитян Курочкин вывел их в финал Кубка Эстонии.

## Достижения

### Футболиста
- Обладатель Кубка Эстонии (1): 2000/01.
- Финалист Кубка Эстонии (1): 1993/94.
- Финалист Суперкубка Эстонии (1): 2001.
- Бронзовый призёр Чемпионата Эстонии (3): 1994/95, 2005, 2008.

### Тренера
- Финалист Кубка Эстонии (1): 2019/20.